# Villesèque
Villesèque là một xã thuộc tỉnh Lot trong vùng Occitanie phía tây nam nước Pháp. Xã này nằm ở khu vực có độ cao trung bình 200 mét trên mực nước biển.
Sông Barguelonnette bắt nguồn ở thị trấn, chảy theo hướng tây nam qua phía nam thị trấn.